# Vetenskaplig demonstration
Vetenskaplig demonstration är utförandet av ett experiment för att demonstrera vetenskapliga principer, snarare än att testa en hypotes eller samla kunskap (även om de ursprungligen kan ha använts för dessa ändamål). Många vetenskapliga demonstrationer väljs för deras kombination av inlärning och underhållsvärde, vilket ofta ges av dramatiska fenomen såsom explosioner.
Några kända vetenskapliga demonstrationer är:
- Foucaults pendel
- Herons fontän
- Camera obscura
- Flytande kväve för att splittra föremål, t.ex. en ros.